# 韓国芸能マネジメント協会
韓国芸能マネジメント協会（かんこくげいのうマネジメントきょうかい、朝鮮語: 한국연예매니지먼트협회）は、2007年3月8日に設立された韓国の社団。協会会員の権利擁護、情報交換、会員間の親睦を通じて韓国のポップカルチャーの発展に貢献することにより、人々の生活の向上と国家産業の健全な発展に貢献することを目的として設立された。
大衆文化芸術人3000人、それらをマネジメントする大衆文化芸術企画業登録メンバー260人、そしてメンバー（マネージャー）500人余りが所属している。文化体育観光部傘下団体。組織内に特別組織として賞罰調整倫理委員会を持つ。

## 沿革
2007年3月8日設立。2012年よりAPAN Star Awards主催（第1回はK-ドラマスターアワードの名称）。

## 主な事業
- 韓国俳優図鑑構築
- 標準出演契約書および標準専属契約書改正
- マネージャーおよび新人俳優教育
- 行事および関連事業開催
- ドラマ映画の出演料未払い問題対応業務
- コーディネーションやヘアー、スタイリスト公正価格定着化業務

## 協会をめぐる不祥事
2014年、内部監査により一部職員が設立当初から横領を行っていた容疑が発覚、逮捕された。